# Łańcut (Landgemeinde)
Die Gmina wiejska Łańcut ist eine Landgemeinde im Powiat Łańcut der Woiwodschaft Karpatenvorland in Polen, Sitz der Gemeinde ist die Stadt Łańcut (deutsch Landshut), die jedoch der Gmina nicht angehört. Die Gmina hat eine Fläche von 106,65 km² und 22.026 Einwohner (Stand 31. Dezember 2020).

## Gliederung
Zur Landgemeinde Łańcut gehören folgende neun Ortschaften mit Schulzenämtern:
- Albigowa
- Cierpisz
- Głuchów
- Handzlówka
- Kosina
- Kraczkowa
- Rogóżno
- Sonina
- Wysoka

## Baudenkmale

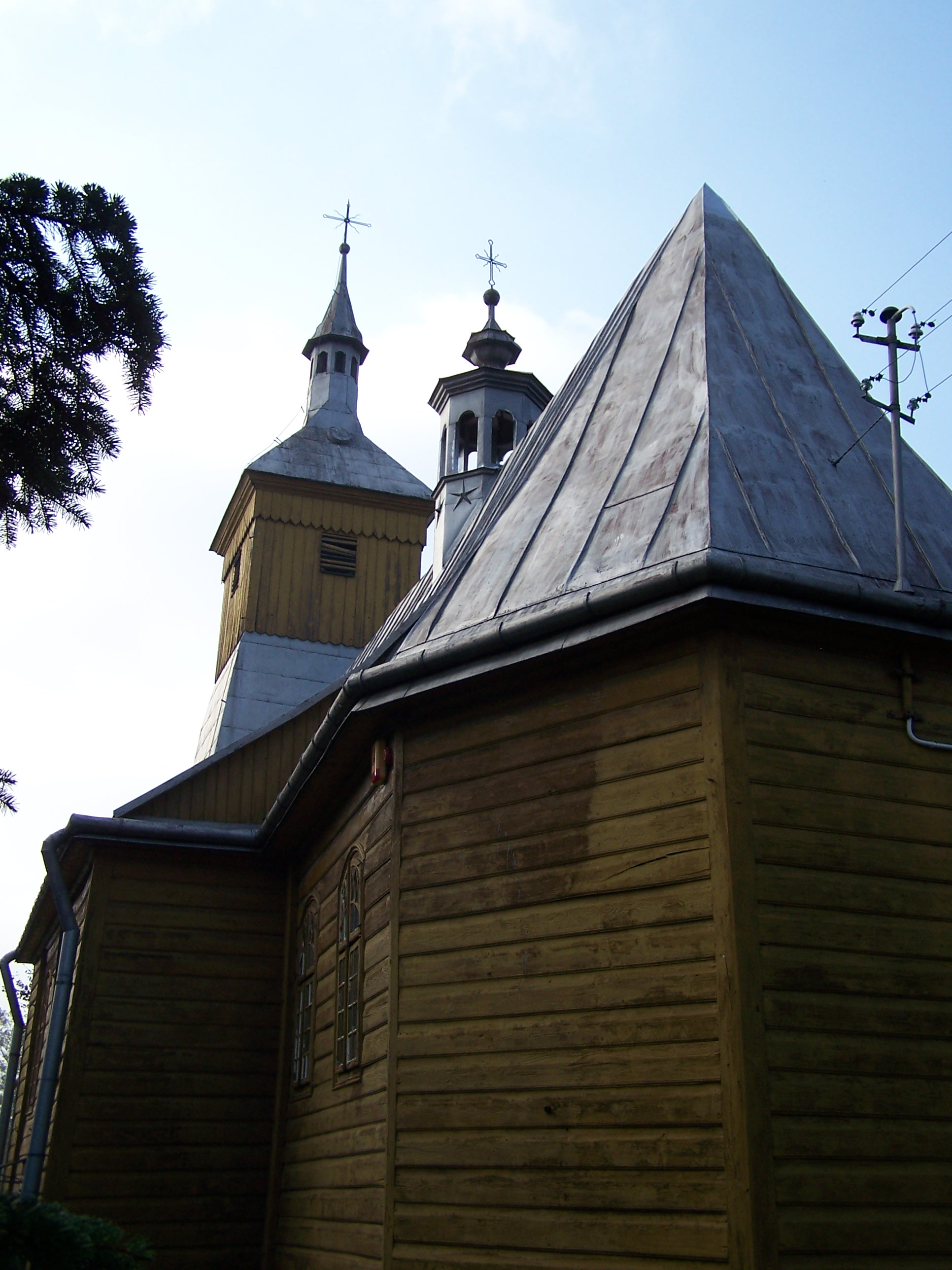
Kirche in Sonina

Kirche in Kosina

- Kirche in Sonina
- Kirche in Kosina.